# 385 (číslo)
Tři sta osmdesát pět je přirozené číslo, které následuje po čísle tři sta osmdesát čtyři a předchází číslu tři sta osmdesát šest. Římskými číslicemi se zapisuje CCCLXXXV a řeckými číslicemi τπε.

## Matematika
385 je:
- Deficientní číslo
- Nešťastné číslo
- Čtvercové pyramidové číslo

## Astronomie
- (385) Ilmatar je planetka hlavního pásu, kterou objevil v roce 1894 Max Wolf

## Doprava
- Silnice II/385 je česká silnice II. třídy vedoucí na trase silnice I/19 – Zvole – Předklášteří – Tišnov – Kuřim – Česká[1][2][3]

## Ostatní
- +385 je mezinárodní telefonní předvolba Chorvatska

## Roky
- 385
- 385 př. n. l.